# Autoportret z paletą (obraz Józefa Męciny-Krzesza)
Autoportret z paletą – obraz olejny (autoportret) namalowany przez polskiego malarza Józefa Męcinę-Krzesza w 1900 roku.
Obraz przedstawia artystę w pozycji stojącej, z paletą w lewej i pędzlem w prawej dłoni.
Obraz znajduje się w zbiorach Muzeum Narodowego w Warszawie.